# Ministri delle finanze dell'Irlanda
I ministri delle finanze dell'Irlanda dal 1919 ad oggi sono i seguenti.

## Lista
| Ministro | Ministro | Ministro                | Partito             | Primo ministro                                    | Inizio            | Fine              |
| -------- | -------- | ----------------------- | ------------------- | ------------------------------------------------- | ----------------- | ----------------- |
|          |          | Eoin MacNeill           | Sinn Féin           | Cathal Brugha                                     | 22 gennaio 1919   | 1º aprile 1919    |
|          |          | Michael Collins         | Sinn Féin           | Éamon de Valera, Arthur Griffith/ Michael Collins | 2 aprile 1919     | 22 agosto 1922    |
|          |          | William Thomas Cosgrave | Cumann na nGaedheal | William Thomas Cosgrave                           | 17 luglio 1922    | 21 settembre 1923 |
|          |          | Ernest Blythe           | Cumann na nGaedheal | William Thomas Cosgrave                           | 21 settembre 1923 | 9 marzo 1932      |
|          |          | Seán MacEntee           | Fianna Fáil         | Éamon de Valera                                   | 9 marzo 1932      | 16 settembre 1939 |
|          |          | Seán T. O'Kelly         | Fianna Fáil         | Éamon de Valera                                   | 16 settembre 1939 | 14 giugno 1945    |
|          |          | Frank Aiken             | Fianna Fáil         | Éamon de Valera                                   | 19 giugno 1945    | 18 febbraio 1948  |
|          |          | Patrick McGilligan      | Fine Gael           | John Aloysius Costello                            | 18 febbraio 1948  | 13 giugno 1951    |
|          |          | Seán MacEntee           | Fianna Fáil         | Éamon de Valera                                   | 13 giugno 1951    | 2 giugno 1954     |
|          |          | Gerard Sweetman         | Fine Gael           | John Aloysius Costello                            | 2 giugno 1954     | 20 marzo 1957     |
|          |          | James Ryan              | Fianna Fáil         | Éamon de Valera, Sean Lemass                      | 20 marzo 1957     | 21 aprile 1965    |
|          |          | Jack Lynch              | Fianna Fáil         | Sean Lemass                                       | 21 aprile 1965    | 10 novembre 1966  |
|          |          | Charles Haughey         | Fianna Fáil         | Jack Lynch                                        | 10 novembre 1966  | 7 maggio 1970     |
|          |          | George Colley           | Fianna Fáil         | Jack Lynch                                        | 9 maggio 1970     | 14 marzo 1973     |
|          |          | Richie Ryan             | Fine Gael           | Liam Cosgrave                                     | 14 marzo 1973     | 5 luglio 1977     |
|          |          | George Colley           | Fianna Fáil         | Jack Lynch                                        | 5 luglio 1977     | 11 dicembre 1979  |
|          |          | Michael O'Kennedy       | Fianna Fáil         | Charles Haughey                                   | 12 dicembre 1979  | 16 dicembre 1980  |
|          |          | Gene Fitzgerald         | Fianna Fáil         | Charles Haughey                                   | 16 dicembre 1980  | 30 giugno 1981    |
|          |          | John Bruton             | Fine Gael           | Garret FitzGerald                                 | 30 giugno 1981    | 9 marzo 1982      |
|          |          | Ray MacSharry           | Fianna Fáil         | Charles Haughey                                   | 9 marzo 1982      | 14 dicembre 1982  |
|          |          | Alan Dukes              | Fine Gael           | Garret FitzGerald                                 | 14 dicembre 1982  | 14 febbraio 1986  |
|          |          | John Bruton             | Fine Gael           | Garret FitzGerald                                 | 14 febbraio 1986  | 10 marzo 1987     |
|          |          | Ray MacSharry           | Fianna Fáil         | Charles Haughey                                   | 10 marzo 1987     | 24 novembre 1988  |
|          |          | Albert Reynolds         | Fianna Fáil         | Charles Haughey                                   | 24 novembre 1988  | 7 novembre 1991   |
|          |          | Charles Haughey         | Fianna Fáil         | Charles Haughey                                   | 7 novembre 1991   | 14 novembre 1991  |
|          |          | Bertie Ahern            | Fianna Fáil         | Charles Haughey, Albert Reynolds                  | 14 novembre 1991  | 15 dicembre 1994  |
|          |          | Ruairi Quinn            | Partito Laburista   | Albert Reynolds, John Bruton                      | 15 dicembre 1994  | 26 giugno 1997    |
|          |          | Charlie McCreevy        | Fianna Fáil         | Bertie Ahern                                      | 26 giugno 1997    | 29 settembre 2004 |
|          |          | Brian Cowen             | Fianna Fáil         | Bertie Ahern                                      | 29 settembre 2004 | 7 maggio 2008     |
|          |          | Brian Lenihan           | Fianna Fáil         | Brian Cowen                                       | 7 maggio 2008     | 9 marzo 2011      |
|          |          | Michael Noonan          | Fine Gael           | Enda Kenny                                        | 9 marzo 2011      | 14 giugno 2017    |
|          |          | Pascal Donohoe          | Fine Gael           | Leo Varadkar, Michael Martin                      | 14 giugno 2017    | 17 dicembre 2022  |
|          |          | Michael McGrath         | Fianna Fáil         | Leo Varadkar                                      | 17 dicembre 2022  | in carica         |